# 沈一中
沈一中（1544年—1614年），字長孺，以海上有大若山，因自號太若，浙江寧波府鄞縣人，民籍，明朝政治人物。

## 生平
隆慶四年（1570年）庚午科浙江鄉試第十名。萬曆八年（1580年）庚辰科二甲第四十八名進士。大理寺觀政，十年授工部屯田司主事，丁憂归乡。十七年补礼部主事，本年升员外郎，十八年累升礼部精膳司郎中。二十年六月升湖广副使，二十三年十一月升山东左参政，二十五年养病。万历三十年（1603年），起补福建右参政、分守漳南道，三十二年晋本省按察使，三十四年五月平定闽妖吴建，改大名道河南按察使，三十五年闰六月升河南右布政使，三十八年五月官至贵州左布政使，四十三年因病归乡，踰年病卒，得年七十一。文章以才气辞藻见长，而短于翦裁澄汰。

## 著作
- 集诗赋八卷
- 杂文十二卷
- 合成《梅园集》二十卷，《四库总目》传于世。
- 刻本：增刻《医便》二卷 ，（明）王叁才辑，（明）刘世赏增辑。（明）万歷浙江省鄞县沈一中刊本。

## 家族
出自鄞县栎社沈氏，与沈一贯、沈九畴为同族。曾祖父沈宗義；祖父沈元瑞；父親沈仁佾。母任氏。具庆下。從兄一初、一经、沈九疇（刑部主事）、沈一贯（翰林院编修）。從弟一本、一夔、一士。
沈一中四子：泰淳、泰灏、泰濬、泰漳。孫沈延嘉，崇祯辛未進士。